# إشارة تفاضلية

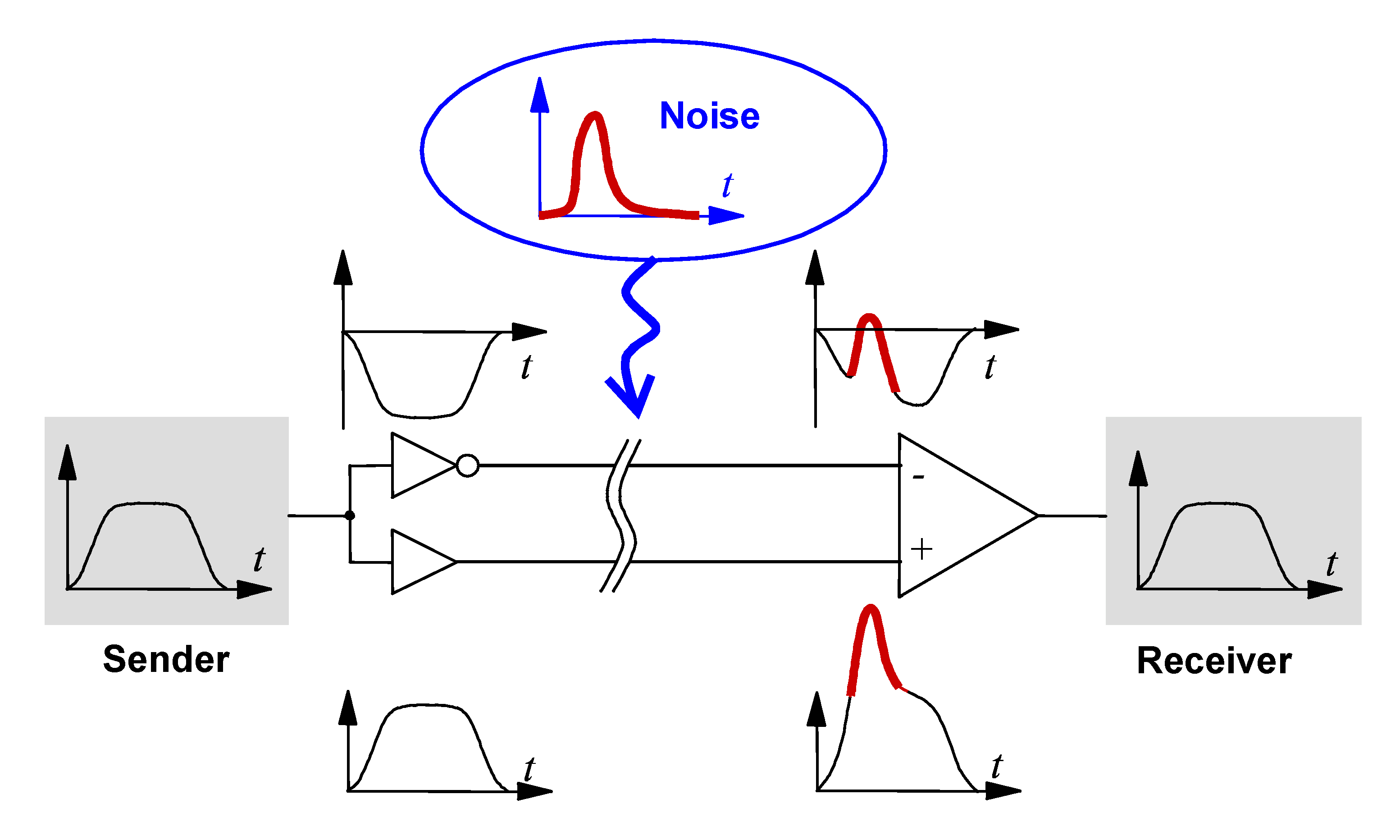

الإشارات التفاضلية (بالإنجليزية: Differential signaling)‏ هي طريقة لنقل المعلومات كهربائيًا باستخدام إشارتين تكامليتين. ترسل التقنية نفس الإشارة الكهربائية التي يرسل بها زوج تفاضلي من الإشارات، كلٌ في موصله الخاص. يمكن أن يكون زوج الموصلات أسلاكًا (عادةً ما تكون مجدولة معًا) أو خطوطًا على لوحة الدارة. تستجيب دارة الاستقبال للفرق الكهربائي بين الإشارتين، بدلًا من الاختلاف بين سلك واحد والأرضي. تسمى التقنية المعاكسة إشارة طرف مفرد. توجد الأزواج التفاضلية عادةً على لوحات الدارات المطبوعة، وفي كابلات الأزواج المجدولة والشريطية، وفي الموصلات.

## مقارنة مع إشارة الطرف المفرد
في إشارة الطرف المفرد، يولّد جهاز الإرسال جهدًا واحدًا يقارنه جهاز الاستقبال بجهد مرجعي ثابت، وكلاهما متصلان بوصلة أرضية مشتركة بين الطرفين. في كثير من الحالات تكون التصاميم ذات إشارة الطرف المفرد غير مجدية. وتتمثل الصعوبة الأخرى في التداخل الكهرومغناطيسي الذي يمكن أن يتولد عن نظام إشارة طرف مفرد يحاول العمل بسرعة عالية.

### خطوط نقل
يحدد نوع خط الإرسال الذي يصل بين جهازين (الشرائح، والوحدات) نوع الإشارة. تُستخدم إشارة الطرف المفرد مع الكابلات المحورية، إذ يقوم أحد الموصلات بحجب الآخر تمامًا من البيئة. تُدمج جميع الحواجز (أو الدروع) في قطعة واحدة من المادة لتشكيل أرضية مشتركة. تُستخدم الإشارات التفاضلية مع زوج من الموصلات المتوازنة. بالنسبة للكابلات القصيرة والترددات المنخفضة، فإن الطريقتين متكافئتان، لذا يمكن استخدام دارات الطرف المفرد الرخيصة ذات الأرضية المشتركة مع الكابلات الرخيصة. ومع زيادة سرعات إرسال الإشارات، تبدأ الأسلاك في التصرف بمثابة خطوط إرسال.

### استخدامها في أجهزة الحاسوب
غالبًا ما تُستخدم الإشارات التفاضلية في أجهزة الحاسوب لتقليل التداخل الكهرومغناطيسي، لأن الحجب الكامل غير ممكن مع رقائق والقطع الميكروية في أجهزة الحاسوب، بسبب القيود الهندسية وحقيقة أن الحجب لا يعمل عند التيار المستمر. إذا كان خط إمداد طاقة التيار المستمر وخط إشارة الجهد المنخفض يشتركان في نفس الأرضي، يمكن أن يؤدي تيار الطاقة الذي يعود عبر الأرضي إلى إحداث جهد كبير فيه. يقلل الأرضي منخفض المقاومة من هذه المشكلة إلى حدٍ ما.  يعِد زوج متوازن من خطوط القطع الميكروية حلًا مناسبًا، لأنه لا يحتاج إلى طبقة بّي سي بي (لوحة دارة مطبوعة) إضافية، كما هو الحال في القطعة الطولية. ولأن كل خط يتسبب في تيار صورة مطابق في المستوى الأرضي، وهو أمر مطلوب على أي حال لإمداد الطاقة، فإن الزوج يبدو كأربعة خطوط، لذا لديه مسافة تداخل أقصر من زوج بسيط معزول. في الواقع، إنه يعمل بالإضافة إلى زوج مجدول. يُعد تداخل الإشارات المنخفض مهمًا عند تجميع العديد من الخطوط في مساحة صغيرة، كما هو الحال في لوحة بّي سي بي النموذجية.

### إشارات تفاضلية عالية الجهد
تستخدم الإشارات التفاضلية عالية الجهد (إتش في دي) إشارات عالية الجهد. في إلكترونيات الكمبيوتر، تعني «الفولتية العالية» عادةً 5 فولت أو أكثر.
تضمنت اختلافات سكزي1 (واجهة نظام كمبيوتر صغيرة) تنفيذًا تفاضليًا عالي الجهد (إتش في دي) كان طول كبله الأقصى عدة أضعاف طول إصدار الطرف المفرد. على سبيل المثال، تسمح أجهزة سكزي بطول إجمالي يصل إلى 25 مترًا حدًا أقصى باستخدام إتش في دي، بينما يسمح إصدار سكزي الطرف المفرد بطول كبل يتراوح من 1.5 إلى 6 أمتار حدًا أقصى، وذلك حسب سرعة الناقل. تسمح إصدارات إل في دي من سكزي بطول أقل من 25 متر من الكبل لا بسبب الجهد المنخفض، بل لأن معايير سكزي هذه تسمح بسرعات أعلى بكثير من إتش في دي سكزي الأقدم.
يصف المصطلح العام الإشارات التفاضلية عالية الجهد مجموعة متنوعة من الأنظمة. من ناحيةٍ أخرى، فإن الإشارات التفاضلية منخفضة الجهد أو إل في دي إس هي نظام محدد يُعرف بواسطة معيار رابطة صناعة الاتصالات السلكية واللاسلكية (تيا) / إدارة معلومات الطاقة الأمريكية (إيا).